# مناطق سوريا
تنقسم المحافظات السورية ال 14 إلى 65 منطقة، بما في ذلك مدينة دمشق. وتنقسم المناطق أيضاً إلى 281 منطقة فرعية تسمى نواحي. وتحمل كل منطقة نفس اسم عاصمة المنطقة. تعرف المنطقة حسب قانون الإدارة المحليّة السوريّ بأنّها: قطاع من المحافظة لا يقل عدد سكانه عن 60,000 نسمة ويشمل ناحيتين على الأقل ، تُحدث المناطق في سوريا وتسمى وتعيّن مراكزها وتعدّل بمرسوم رئاسيّ بناءً على اقتراحات وقرارات من وزير الإدارة المحليّة.
تُدار المناطق والنواحي من قبل مسؤولين يعينهم المحافظ، رهنا بموافقة وزير الداخلية. ويعمل هؤلاء المسؤولون مع مجالس المناطق المنتخبة لتلبية الاحتياجات المحلية المتنوعة، ويعملون كوسطاء بين سلطة الحكومة المركزية والقادة المحليين التقليديين، مثل رؤساء القرى وزعماء العشائر ومجالس المشايخ.
أكبر المناطق مساحةً هي منطقة تدمر بمساحة (30,823.49) كم2 وأصغرها منطقة داريا بمساحة (102.48) كم2، أكثر مناطق سورية سكاناً هي منطقة جبل سمعان بتعداد قدره (2,413,878) نسمة وأقلّها سكاناً منطقة فيق بتعداد قدره (1,947) نسمة ، أمّا أحدث المناطق المستحدثة فهي منطقة تلدو التي اقتطعت من منطقة حمص عام 2010.

## قائمة المناطق
المناطق ال 65 مدرجة أدناه حسب المحافظة (مع عواصم المناطق بنص عريض). تدار مدينة دمشق كمحافظة ومنطقة وناحية. توجد أجزاء من محافظة القنيطرة تحت الاحتلال الإسرائيلي منذ عام 1967 (انظر هضبة الجولان).

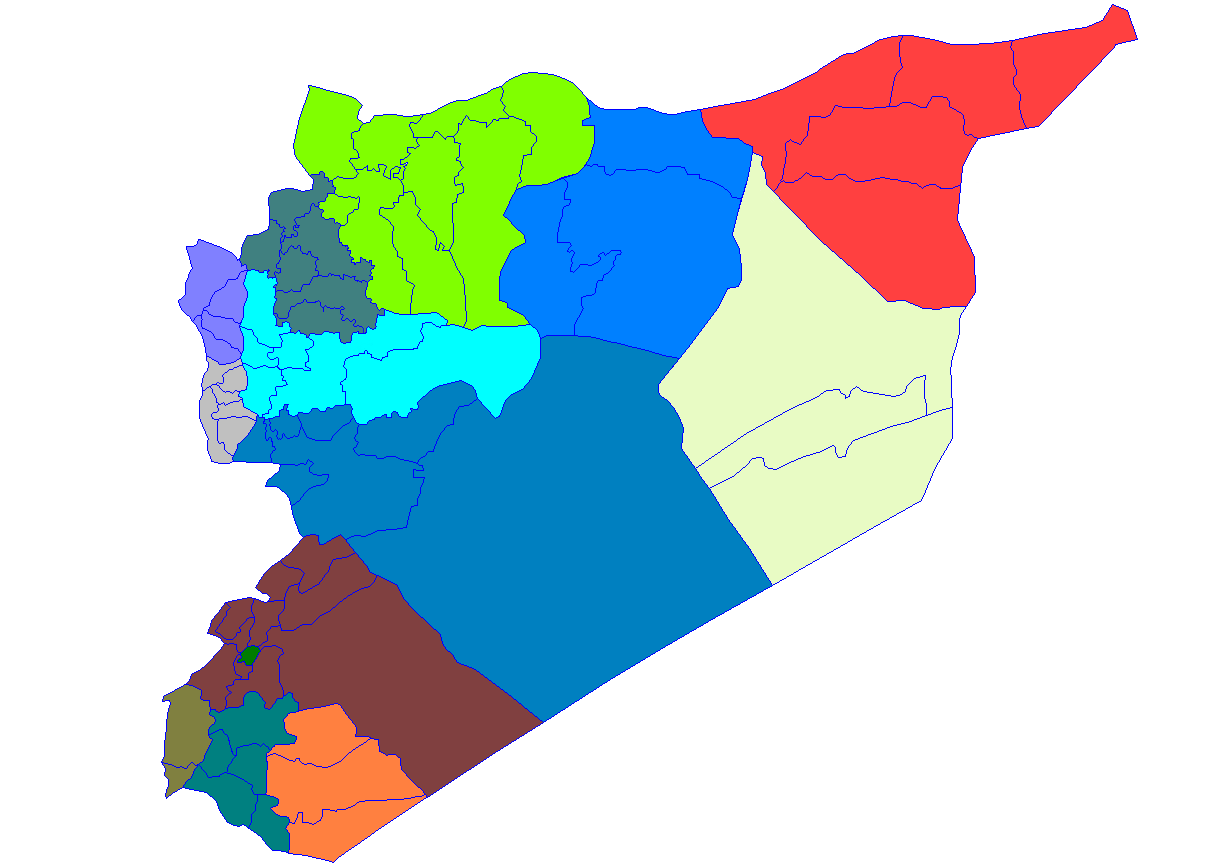
مناطق سورية
محافظة حلب
محافظة دمشق
محافظة درعا
محافظة دير الزور
محافظة حماة
محافظة الحسكة
محافظة حمص
محافظة إدلب
محافظة اللاذقية
محافظة القنيطرة
محافظة الرقة
محافظة ريف دمشق
محافظة السويداء
محافظة طرطوس

### محافظة حلب
- منطقة عفرين
- منطقة الباب
- منطقة الأتارب
- منطقة عين العرب
- منطقة أعزاز
- منطقة دير حافر
- منطقة جرابلس
- منطقة منبج
- منطقة جبل سمعان
- منطقة السفيرة

### محافظة دمشق

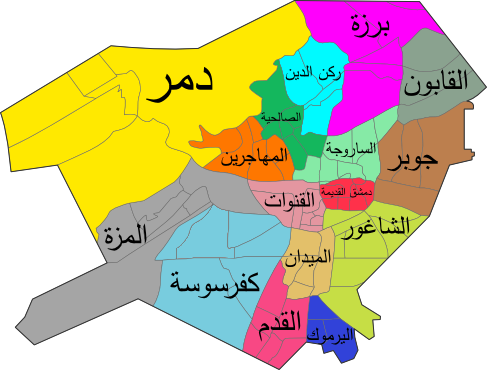

- دمشق

## منطقة ازرع

### محافظة دير الزور
- منطقة البوكمال
- منطقة دير الزور
- منطقة الميادين

### محافظة حماة
- منطقة السلمية
- منطقة السقيلبية
- منطقة حماة
- منطقة مصياف
- منطقة محردة

### محافظة الحسكة
- منطقة الحسكة
- منطقة المالكية
- منطقة القامشلي
- منطقة رأس العين
- منطقة الشدادي

### محافظة حمص
- منطقة المخرم
- منطقة القصير
- منطقة الرستن
- منطقة حمص
- منطقة تدمر
- منطقة تلدو
- منطقة تلكلخ

### محافظة إدلب
- منطقة حارم
- منطقة إدلب
- منطقة جسر الشغور
- منطقة معرة النعمان
- منطقة خان شيخون

### محافظة اللاذقية
- منطقة الحفة
- منطقة جبلة
- منطقة اللاذقية
- منطقة القرداحة

### محافظة القنيطرة
- منطقة فيق
- منطقة القنيطرة

### محافظة الرقة
- منطقة الثورة
- منطقة الرقة
- منطقة تل أبيض

### محافظة ريف دمشق
- منطقة النبك
- منطقة القطيفة
- منطقة التل
- منطقة الزبداني
- منطقة داريا
- منطقة دوما
- منطقة مركز ريف دمشق
- منطقة قطنا
- منطقة قدسيا
- منطقة يبرود

### محافظة السويداء
- منطقة مركز السويداء
- منطقة صلخد
- منطقة شهبا

### محافظة طرطوس
- منطقة الشيخ بدر
- منطقة بانياس
- منطقة دريكيش
- منطقة صافيتا
- منطقة طرطوس

## وصلات خارجية
- وزارة الإدارة المحليّة السوريّة
- المركز الإحصائي السوري